# 茨城県道277号石岡停車場線

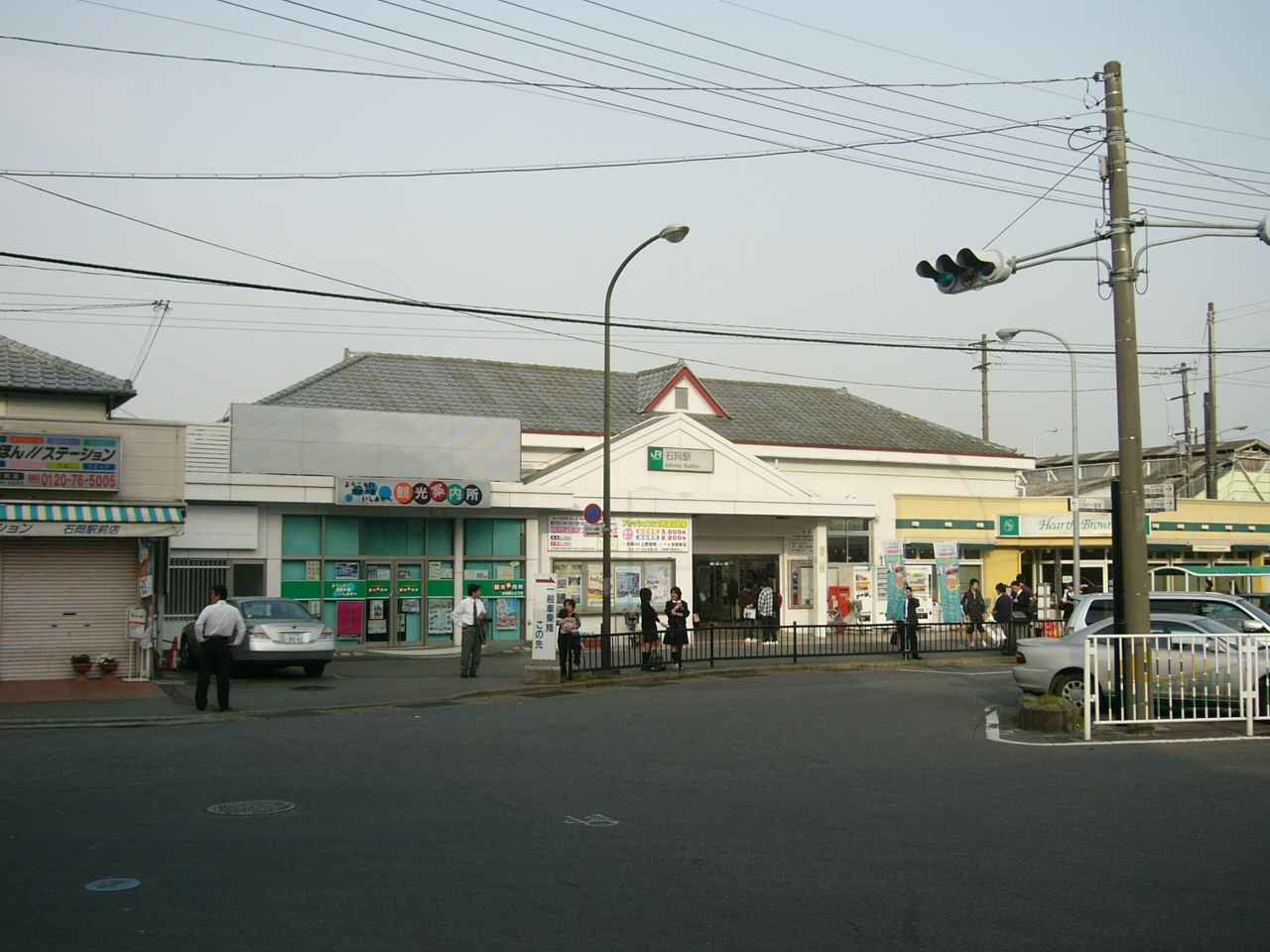
起点

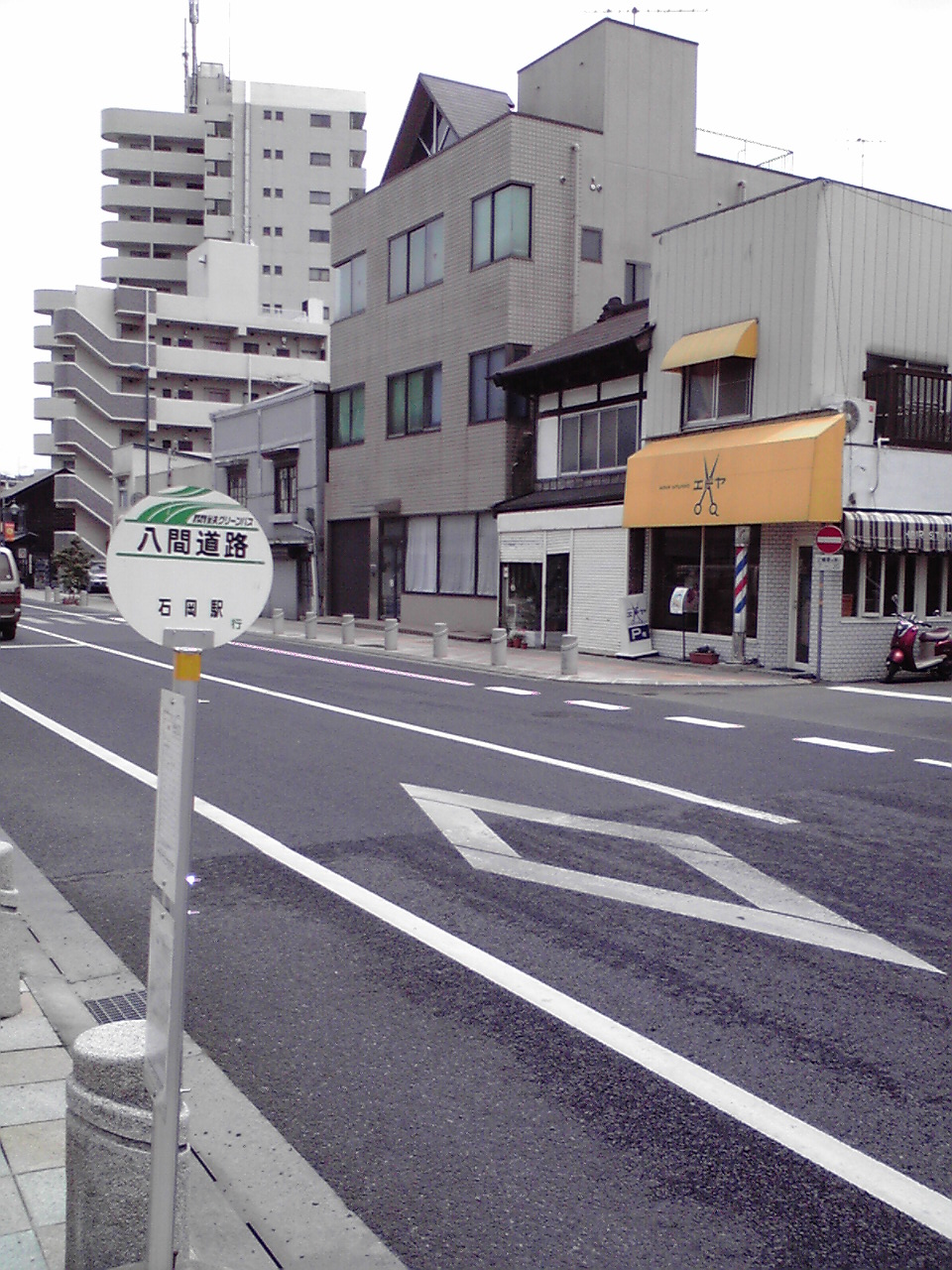
八間道路バス停

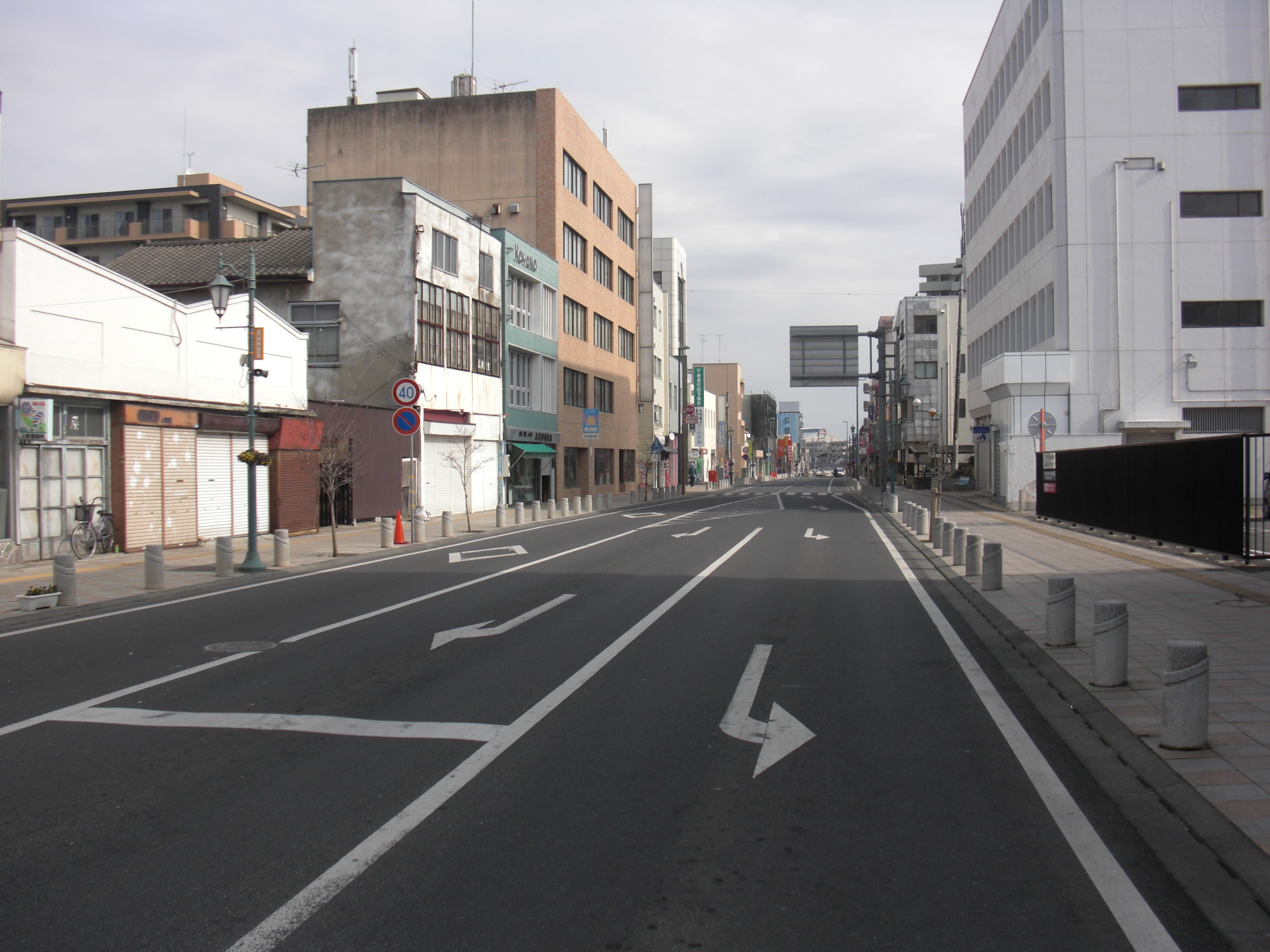
終点

茨城県道277号石岡停車場線（いばらきけんどう277ごう いしおかていしゃじょうせん）は、茨城県石岡市にあるJR常磐線石岡駅前と、国道355号とを結ぶ一般県道である。通称、八間道路、御幸通り。

## 概要
JR石岡駅（西口）と国道355号現道を東西に結ぶ延長461メートル (m) の一般県道で、通称八間道路とよばれる。
毎年9月の、敬老の日を含む三連休には、常陸國總社宮大祭（石岡のお祭り）のため、石岡の通りの中でも、最も賑わう通りの一つとなる。

### 路線データ
- 起点：JR常磐線石岡駅前[1]
- 終点：石岡市国府三丁目（国道355号交点）[1]
- 総延長：461 m[2]
- 重用延長：なし[2]
- 未供用延長：なし[2]
- 実延長：461 m[2]
- 自動車交通不能区間延長[注釈 1]：なし[2]
- 改良率：100%[2]
- 高級舗装率：100%[2]

## 歴史
1895年（明治29年）に石岡駅が開業して以降、石岡の市街地は駅を中心に形成されるようになった。1924年（大正13年）に鹿島参宮鉄道が開通すると石岡駅の乗降客は増大し、昭和に入ると自動車も増え始め、駅前の道路は狭くなった。そこで、当時の石岡町長である大槻錦次を始めとする6名が茨城県に対して、駅前道路の拡張に関する上申書を1927年（昭和2年）12月9日に提出した。
上申書を受け取った茨城県は、駅前拡張だけでは急場しのぎに過ぎないので、国道（陸前浜街道）と駅前を結ぶ道路の新設を提案し、土地さえ寄付されれば、県が道路整備を引き受ける、と回答した。これを聞いた石岡町は1928年（昭和3年）5月14日に町会議員、区長、地元有志からなる道路新設協議会を開き、満場一致で道路建設を決議、同年5月24日には第1回道路委員会を招集、委員長ほかを任命し、道路用地を地主からの寄付や買収によって確保しようと乗り出した。
しかし、こうした計画に町民は反発し、金丸町・香丸上町・中町の住民代表が同年6月から7月にかけて建設反対を表明し、当時の地元新聞『桜洲公論』発行者も反対派を支持した。反対派は石岡駅と国道を結ぶ道は南北2本あり、それぞれ使い分けがなされていることと、石岡町の財政が豊かではないのに他の公共事業を差し置いて道路用地の買収を急ぐ必要はない、などと主張した。
同年8月になると調停に乗り出す者が出現し、町側も建設費の町費負担を取りやめ寄付を募るという譲歩案を示したことで反対運動は収束し、同年11月に建設が始まった。そして翌1929年（昭和4年）10月21日にアスファルト舗装された、全長490 m、幅15 m（≒8間）の八間道路の開通式が催行された。この開通式は、同年3月14日に発生した「石岡大火」からの復興を兼ねたものであった。また、同年には大日本帝国陸軍の特別大演習に際して聖駕通御（せいがつうぎょ、天皇の乗り物がお通りになること）があったことから別名御幸通りとも呼ばれるようになった。
1959年（昭和34年）10月14日、新たな県道として石岡市大字石岡の石岡停車場を起点とし、一級国道六号線（現在の国道355号にあたる）交点を終点とする区間を本路線とする県道石岡停車場線として茨城県が県道路線認定した。
1995年（平成7年）に整理番号277となり現在に至る。

### 年表
- 1895年（明治28年）11月4日：石岡駅が開業する。
- 1920年（大正9年）4月1日：現在の路線の前身である石岡停車場線が路線認定される。[3]
- 1929年（昭和4年）10月21日 - 八間道路の開通式を挙行する[4]。
- 1959年（昭和34年）10月14日：
現在の路線が路線認定される（図面対象番号263）[5]。道路の区域は、石岡市大字石岡の石岡停車場から石岡市大字石岡の一級国道六号線交点までと決定された[1]。
- 1995年（平成7年）3月30日：整理番号319から現在の番号（整理番号277）に変更される[6]。
- 2000年（平成12年）4月27日：電線共同溝を整備すべき道路に指定される[7]。

## 路線状況
道路法の規定に基づき、石岡市国府（JR石岡駅） - 同市府中（国道355号交差）間は、緊急輸送道路として機能を維持するため、災害発生時の被害拡大防止を目的に道路用地内に電柱を建てることが制限されている。

## 御幸通り商店街
この県道の沿線は御幸通り商店街となっており、石岡市の中心商店街を形成している。商店街を統括する組織は、石岡市御幸通り商店街振興組合。御幸通り商店街では、毎年2月から3月3日にかけて「いしおか雛巡り」を、7月の下旬に「いしおか七夕まつり」を開催し、特に「七夕まつり」の際にはこの道路を歩行者天国にして開催される。また2011年12月25日には、「御幸通りdeクリスマス」と称して、イルミネーションや酒場めぐり、婚活パーティーなどのイベントを実施した。